# Joscha Bach

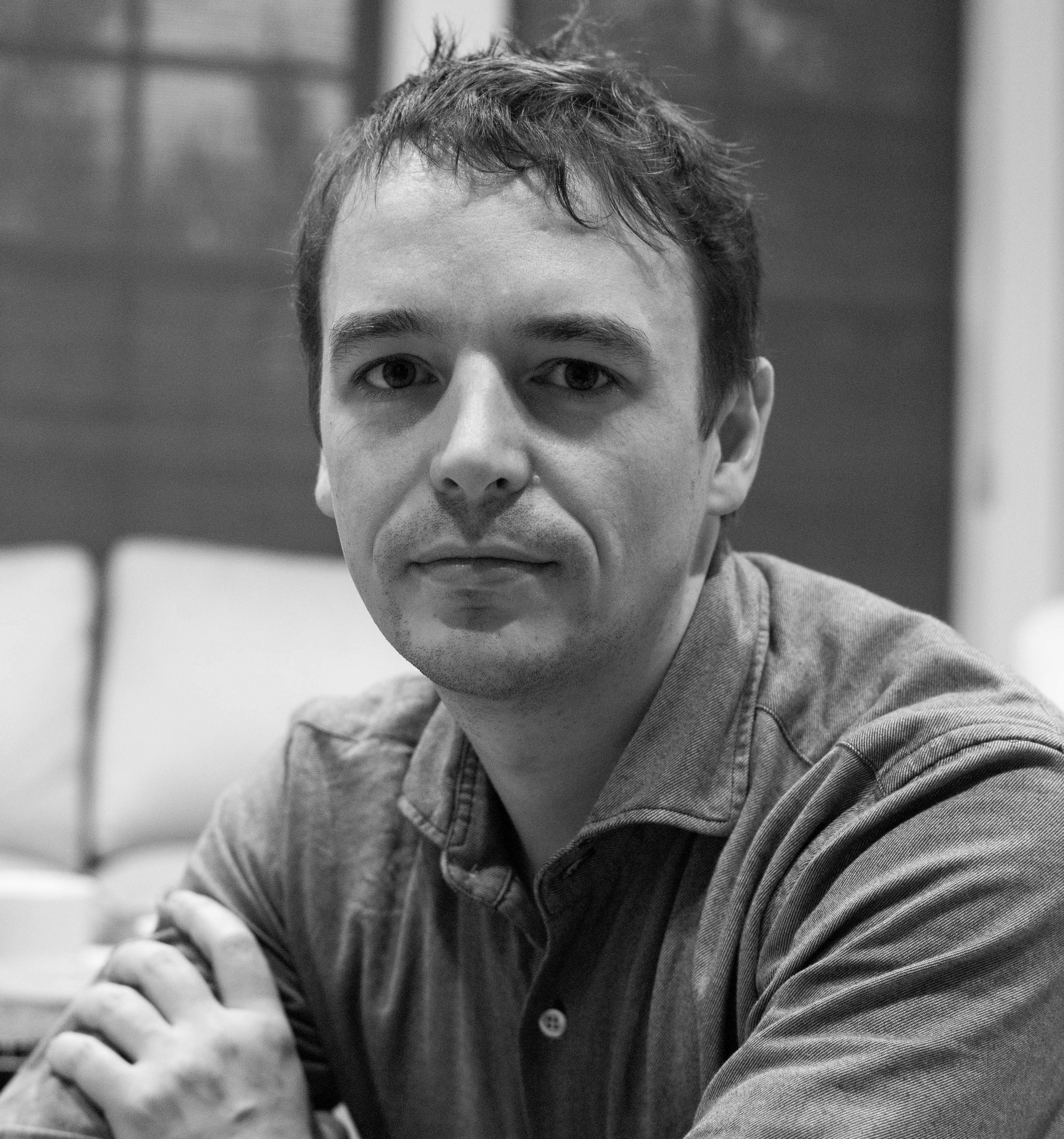
Joscha Bach (2013)

Joscha Bach (* 1973 in Weimar, Deutsche Demokratische Republik) ist ein deutscher Kognitionswissenschaftler, KI-Forscher und Philosoph.
Bach ist bekannt für seine Arbeiten und Beiträge zu kognitiven Architekturen, künstlicher Intelligenz, mentaler Repräsentation, Emotionen, sozialer Modellierung, Multi-Agenten-Systemen und der Philosophie des Geistes. Seine Forschung zielt darauf ab, die Kognitionswissenschaft und die KI zu verbinden, indem untersucht wird, wie menschliche Intelligenz und Bewusstsein rechnerisch modelliert werden können.

## Leben und Ausbildung
Bach wurde in Weimar geboren und zeigte schon früh Interesse an Philosophie, künstlicher Intelligenz und Kognitionswissenschaft. Er schloss 2000 das Studium der Informatik an der Humboldt-Universität zu Berlin als MA ab und promovierte 2006 im Fach Kognitionswissenschaften an der Universität Osnabrück. Seine Forschung konzentrierte sich auf Modellierung von Emotionen und künstlichem Bewusstsein. Seine Doktorarbeit befasste sich mit der Entwicklung von Micropsi, einer kognitiven Architektur zur Modellierung und Simulation menschlicher Denk- und Entscheidungsprozesse.

## Karriere
Nach Abschluss seiner Promotion beschäftigte sich Bach in der KI-Forschung insbesondere mit den kognitiven Architekturen und der Theorie des Geistes. Er hielt eine Reihe von Positionen in der akademischen und industriellen Forschung inne und trug sowohl theoretisch als auch praktisch zur KI-Entwicklung bei. Seine Arbeit befasst sich u. a. mit den Grenzen heutiger KI-Systeme, den Grenzen maschineller Lernmethoden sowie mit der Frage, wie zukünftige Systeme eine menschenähnliche, allgemeine Intelligenz erreichen könnten.
Ein Artikel in der Fachzeitschrift Science aus dem Jahr 2019 berichtet, dass Bach nach Jeffrey Epsteins erster Verurteilung von diesem finanziell unterstützt wurde. Unter anderem zitiert der Artikel ein akademische Publikation, in dem für die Finanzierung gedankt wird. Übereinstimmend damit, wurde im Januar 2020 ein Bericht von Goodwin Procter veröffentlicht, welcher im Anschluss an eine Untersuchung im Auftrag des MIT veröffentlicht wurde. Dieser Bericht legte dar, dass Bach zum Teil dank Epsteins Spenden zur Unterstützung von Bach am Media Lab angestellt wurde, insbesondere dank Epsteins Spenden im November 2013 sowie im Juli und September 2014 (für insgesamt 300.000 US-Dollar oder 40 % von Epsteins Spenden an das MIT nach seiner Verurteilung). Im Mai 2020 veröffentlichte Harvard einen Bericht über die eigenen Ermittlungsbemühungen. Dieser Bericht stelle fest, dass Martin Nowak Bach zwischen 2014 und 2019 Zugang zu seinen Büros gewährte, dass aber „Harvard niemals Gelder zur Unterstützung“ von Bachs Forschung zahlte oder erhielt. Der Harvard-Bericht legt auch dar, dass Bach zwischen 2014 und 2019 als PED-Forschungswissenschaftler aufgeführt war, und stellt fest, dass zwei nach Bachs Weggang vom MIT veröffentlichte Arbeiten die Unterstützung durch Epstein und PED bestätigen.

## Forschung und Beiträge
Joscha Bachs Forschung konzentriert sich in erster Linie auf kognitive Architekturen – rechnerische Modelle, die versuchen, Aspekte der menschlichen Kognition nachzubilden. Zu seinen Arbeiten zählen:

### MicroPsi
Eine kognitive Architektur, die modelliert, wie Agenten basierend auf Wahrnehmung, Emotion und zielgerichtetem Verhalten denken und handeln. Bach entwarf MicroPsi, um menschenähnliche Denk- und Entscheidungsprozesse zu simulieren und so KI-Systeme zu schaffen, die komplexe reale Umgebungen navigieren können.

### Theorie des Bewusstseins
Bach ist bekannt für seine Diskussionsbeiträge zur Natur des Bewusstseins und die rechnerische Modellierung subjektiver Erfahrungen. Er argumentiert, dass Bewusstsein aus einem Informationsverarbeitungssystem entsteht, das in der Lage ist, interne Modelle von sich selbst und der Welt zu erstellen. Dabei betont er die Bedeutung von mentalen Modellen, emotionalen Rahmenwerken und Metakognition für die Konstruktion von bewusstem KI.

### Kognitive Grenzen der KI
Bach hinterfragt kritisch aktuelle Trends im maschinellen Lernen, insbesondere die Grenzen von Deep Learning. Er ist der Ansicht, dass heutige KI-Systeme nicht über ein echtes Verständnis von Zusammenhängen verfügen und mehr als „extrem leistungsfähige Maschinen zur Mustererkennung“ denn echte kognitive Agenten funktionieren. Er fordert einen Wandel hin zu KI-Systemen, die abstraktes Denken, komplexe Entscheidungsfindung und interne Selbstreflexion ermöglichen.

### Bewusstsein und freier Wille
Neben seiner technischen Forschung befasst sich Bach intensiv mit philosophischen Fragen des Bewusstseins und des Freien Willens. Er vertritt die These, dass Bewusstsein als natürliche Eigenschaft von Informationsverarbeitung in hochkomplexen Systemen entsteht, welche interne Modelle ihrer selbst und der Welt entwickeln. Dabei diskutiert er häufig die Frage, ob freier Wille tatsächlich existiert oder lediglich ein Nebenprodukt von Vorhersagemodellen des Gehirns darstellt.

## Philosophische Ansichten
Bachs Interessen und öffentlichen Beiträge gehen weit über KI und Kognitionswissenschaft hinaus und berühren tiefgreifende philosophische Fragen zu Bewusstsein, Freiem Willen, das Wesen der Realität sowie die Zukunft der Menschheit im Zeitalter intelligenter Maschinen. Seine Betrachtungen sind außerdem stark von den philosophischen Disziplinen der Phänomenologie und Erkenntnistheorie beeinflusst. Er beteiligt sich häufig an öffentlichen Debatten über das Wesen des Selbst und argumentiert, dass das, was wir als „Selbst“ betrachten, eine Illusion ist – ein mentales Modell, welches vom Gehirn zu praktischen Zwecken konstruiert wird.
Er zeichnet das Bild einer Zukunft, in der KI über Meta-Kognition verfügt – die Fähigkeit, sich ihrer eigenen Funktionsweise und Denkprozessen bewusst zu werden und Überlegungen dazu anzustellen. Maschinen könnten zwar ein gewisses Maß an subjektivem Bewusstsein erlangen, Bewusstsein im menschlichen Sinne entwickelt sich in KI jedoch möglicherweise erst dann, wenn diese Systeme ihre eigenen Erfahrungen in eine kontinuierliche und konsistente Erzählung integrieren können, ähnlich wie es beim Menschen der Fall ist.
Er behauptet, dass die heutigen KI-Systeme zwar leistungsfähig, aber weit entfernt von allgemeiner Intelligenz sind. Bach spricht oft über die Grenzen der KI und betont, dass die heutige KI keine wirkliche Vorstellung von ihrer Umwelt hat. Er nimmt eine kritische Haltung zur übertriebenen Attribution von Fähigkeiten von Deep-Learning-Modellen ein und plädiert stattdessen für eine ausgewogenere Betrachtung, die kognitive Modelle, Modellierung von Emotionen und ethische Überlegungen in die KI-Forschung integrieren.

## Öffentliche Auftritte
Neben seiner akademischen Arbeit ist Bach ein aktiver Redner und Wissenschaftskommunikator, der regelmäßig seine Einsichten zu Kognitionswissenschaft, KI und Philosophie öffentlich teilt. Er hat zahlreiche Vorträge auf Konferenzen (u. a. TEDx) gehalten, in denen er Themen wie das Wesen der Intelligenz, die Zukunft der KI und die Möglichkeit, bewusste Maschinen zu erschaffen, behandelt.
Bach beteiligt sich ebenfalls häufig an Online-Diskussionen über KI und Bewusstsein und tritt in Podcasts, Interviews und öffentlichen Vorträgen auf. Im Juni 2020 trat er z. B. erstmals im Podcast von Lex Fridman auf.

## Wichtige Veröffentlichungen und Werke

### Principles of Synthetic Cognition
In diesem grundlegenden Werk beschreibt Bach die Grundprinzipien der synthetischen Kognition und diskutiert, wie kognitive Architekturen gestaltet werden könnten, um menschliche Denkprozesse nachzubilden.

### Micropsi Cognitive Architecture
Eine detaillierte Darstellung des Micropsi-Systems, Bachs Arbeit in diesem Bereich hat die Forschung in den Bereichen agentenbasiertes Modellieren und KI-Entscheidungsrahmen maßgeblich beeinflusst.